# Allopoda arizonica
Allopoda arizonica is een keversoort uit de familie bloemspartelkevers (Scraptiidae). De wetenschappelijke naam van de soort is voor het eerst geldig gepubliceerd in 1917 door Schaeffer.